# Namin
Namin este un oraș din Iran.